# Villafranca d’Asti
Villafranca d’Asti ist eine italienische Gemeinde in der Provinz Asti (AT), Region Piemont.

## Lage und Einwohner
Villafranca d’Asti liegt 16 km westlich von der Provinzhauptstadt Asti entfernt auf einer Höhe von 200 m über dem Meeresspiegel. Das Gemeindegebiet umfasst eine Fläche von 12 km² und hat 2934 Einwohner (Stand 31. Dezember 2023). Die Gemeinde besteht aus den Ortsteilen San Grato, Crocetta, Mondorosso, Castella und Villafranca d’Asti. 
Die Nachbargemeinden sind Baldichieri d’Asti, Cantarana, Castellero, Dusino San Michele, Maretto, Monale, Roatto, San Paolo Solbrito und Tigliole.

## Kulinarische Spezialitäten
Bei Villafranca d’Asti werden Reben der Sorte Barbera für den Barbera d’Asti, einen Rotwein mit DOCG Status sowie für den Barbera del Monferrato angebaut.

## Besonderheiten
- Bialbero di Villafranca, ein großer Kirschbaum, der auf einem Maulbeerbaum wächst.[2]